# Centro de Estudios Mirobrigenses
Centro de Estudios Mirobrigenses (CEM), fundado en 1991, es una institución académica dedicada a fomentar el estudio, conocimiento y difusión de la ciencia, la literatura, el arte y la historia de Ciudad Rodrigo (Salamanca), su tierra y su obispado. Desde 1999 quedó vinculado al Consejo Superior de Investigaciones Científicas al ingresar en la Confederación Española de Centros de Estudios Locales.

## Historia
A iniciativa del alcalde de Ciudad Rodrigo, Miguel Cid Cebrián, en 1990 el pleno del ayuntamiento de Ciudad Rodrigo aprobó unánimemente la constitución del Centro de Estudios Mirobrigenses.
El 25 de enero de 1991 fueron igualmente aprobados los estatutos de la nueva institución académica con el nombramiento de los primeros Miembros de Número en el mismo.
Desde entonces lleva a cabo una labor cultural muy activa en múltiples frentes, desde la publicación de un cuidado fondo de obras de investigación sobre temas locales, la recuperación y edición de manuscritos inéditos, la convocatoria anual de jornadas culturales, la celebración de conciertos y exposiciones del patrimonio artístico menos conocido de Ciudad Rodrigo, así como la organización de congresos y actos académicos de índole nacional e internacional.
Además, de las diferentes monografías y libros especializados de investigación, el CEM publica la revista Estudios Mirobrigenses.
En 1999, el Centro de Estudios Mirobrigenses pasó a formar de la Confederación Española de Centros de Estudios Locales (C.E.C.E.L.), organismo integrado en el Consejo Superior de Investigaciones Científicas (C.S.I.C.). De esta forma, cualquiera de las publicaciones, exposiciones y actividades culturales quedan avaladas por esta agencia estatal.

## Sede y biblioteca del CEM
La sede administrativa del CEM así como su biblioteca especializada en Ciudad Rodrigo y otros ámbitos geográficos españoles, constituida por varios miles de obras, monografías y artículos, está ubicada en la Casa Municipal de Cultura.